# 12e étape du Tour de France 2012
Pour un article plus général, voir Tour de France 2012.
La 12e étape du Tour de France 2012 se déroule le vendredi 13 juillet 2012. Elle part de Saint-Jean-de-Maurienne et arrive à Annonay-Davézieux.

## Parcours
L'étape, longue de 226 km, est la plus longue du Tour de France 2012. Elle relie Saint-Jean-de-Maurienne, dans le département de la Savoie, à Davézieux, situé dans la communauté de communes d'Annonay, en Ardèche. On distingue deux phases dans cette étape : la première moitié montagneuse, composée de deux ascensions : le col du Grand Cucheron (12,5 km à 6,5 %), suivi du difficile col du Granier (9,7 km à 8,6 %), tous deux classés en 1re catégorie. Ensuite, la seconde moitié, traversant la vallée du Rhône dans les départements de l'Isère et de la Drôme, est relativement plate, avec une petite difficulté de 3e catégorie en entrant dans le département de l'Ardèche, la côte d'Ardoix (5,9 km à 3,4 %) à moins de 20 kilomètres de l'arrivée à Annonay-Davézieux.

## Résultats

### Classement de l'étape
| Classement de la 12e étape | Classement de la 12e étape | Classement de la 12e étape | Classement de la 12e étape | Classement de la 12e étape |
|                            | Coureur                    | Pays                       | Équipe                     | Temps                      |
| -------------------------- | -------------------------- | -------------------------- | -------------------------- | -------------------------- |
| 1er                        | David Millar               | Royaume-Uni                | Garmin-Sharp               | en 5 h 42 min 46 s         |
| 2e                         | Jean-Christophe Péraud     | France                     | AG2R La Mondiale           | m.t                        |
| 3e                         | Egoi Martínez              | Espagne                    | Euskaltel-Euskadi          | + 5 s                      |
| 4e                         | Cyril Gautier              | France                     | Europcar                   | + 5 s                      |
| 5e                         | Robert Kišerlovski         | Croatie                    | Astana                     | + 5 s                      |
| 6e                         | Peter Sagan                | Slovaquie                  | Liquigas-Cannondale        | + 7 min 53 s               |
| 7e                         | Matthew Goss               | Australie                  | Orica-GreenEDGE            | + 7 min 53 s               |
| 8e                         | Sébastien Hinault          | France                     | AG2R La Mondiale           | + 7 min 54 s               |
| 9e                         | Cadel Evans                | Australie                  | BMC Racing                 | + 7 min 54 s               |
| 10e                        | Luca Paolini               | Italie                     | Katusha                    | + 7 min 54 s               |
| modifier                   |                            |                            |                            |                            |

### Points attribués
| Sprint intermédiaire de Marcilloles (km 153) | Sprint intermédiaire de Marcilloles (km 153) | Sprint intermédiaire de Marcilloles (km 153) | Sprint intermédiaire de Marcilloles (km 153) | Sprint intermédiaire de Marcilloles (km 153) |
| -------------------------------------------- | -------------------------------------------- | -------------------------------------------- | -------------------------------------------- | -------------------------------------------- |
|                                              | Coureur                                      | Pays                                         | Équipe                                       | Point(s)                                     |
| 1er                                          | David Millar                                 | Royaume-Uni                                  | Garmin-Sharp                                 | 20                                           |
| 2e                                           | Cyril Gautier                                | France                                       | Europcar                                     | 17                                           |
| 3e                                           | Robert Kišerlovski                           | Croatie                                      | Astana                                       | 15                                           |
| 4e                                           | Jean-Christophe Péraud                       | France                                       | AG2R La Mondiale                             | 13                                           |
| 5e                                           | Egoi Martínez                                | Espagne                                      | Euskaltel-Euskadi                            | 11                                           |
| 6e                                           | Matthew Goss                                 | Australie                                    | Orica-GreenEDGE                              | 10                                           |
| 7e                                           | André Greipel                                | Allemagne                                    | Lotto-Belisol                                | 9                                            |
| 8e                                           | Kenny van Hummel                             | Pays-Bas                                     | Vacansoleil-DCM                              | 8                                            |
| 9e                                           | Peter Sagan                                  | Slovaquie                                    | Liquigas-Cannondale                          | 7                                            |
| 10e                                          | Daniel Oss                                   | Italie                                       | Liquigas-Cannondale                          | 6                                            |
| 11e                                          | Daryl Impey                                  | Afrique du Sud                               | Orica-GreenEDGE                              | 5                                            |
| 12e                                          | Baden Cooke                                  | Australie                                    | Orica-GreenEDGE                              | 4                                            |
| 13e                                          | Marco Marcato                                | Italie                                       | Vacansoleil-DCM                              | 3                                            |
| 14e                                          | Bernhard Eisel                               | Autriche                                     | Sky                                          | 2                                            |
| 15e                                          | Christian Knees                              | Allemagne                                    | Sky                                          | 1                                            |
| modifier                                     |                                              |                                              |                                              |                                              |

| Classement de l'étape | Classement de l'étape  | Classement de l'étape | Classement de l'étape | Classement de l'étape |
| --------------------- | ---------------------- | --------------------- | --------------------- | --------------------- |
|                       | Coureur                | Pays                  | Équipe                | Point(s)              |
| 1er                   | David Millar           | Royaume-Uni           | Garmin-Sharp          | 30                    |
| 2e                    | Jean-Christophe Péraud | France                | AG2R La Mondiale      | 25                    |
| 3e                    | Egoi Martínez          | Espagne               | Euskaltel-Euskadi     | 22                    |
| 4e                    | Cyril Gautier          | France                | Europcar              | 19                    |
| 5e                    | Robert Kišerlovski     | Croatie               | Astana                | 17                    |
| 6e                    | Peter Sagan            | Slovaquie             | Liquigas-Cannondale   | 15                    |
| 7e                    | Matthew Goss           | Australie             | Orica-GreenEDGE       | 13                    |
| 8e                    | Sébastien Hinault      | France                | AG2R La Mondiale      | 11                    |
| 9e                    | Cadel Evans            | Australie             | BMC Racing            | 9                     |
| 10e                   | Luca Paolini           | Italie                | Katusha               | 7                     |
| 11e                   | Julien Simon           | France                | Saur-Sojasun          | 6                     |
| 12e                   | Bradley Wiggins        | Royaume-Uni           | Sky                   | 5                     |
| 13e                   | Marco Marcato          | Italie                | Vacansoleil-DCM       | 4                     |
| 14e                   | Nicolas Roche          | Irlande               | AG2R La Mondiale      | 3                     |
| 15e                   | Christopher Froome     | Royaume-Uni           | Sky                   | 2                     |
| modifier              |                        |                       |                       |                       |

### Cols et côtes
| Col du Grand Cucheron (km 34) 1re catégorie | Col du Grand Cucheron (km 34) 1re catégorie | Col du Grand Cucheron (km 34) 1re catégorie | Col du Grand Cucheron (km 34) 1re catégorie | Col du Grand Cucheron (km 34) 1re catégorie |
| ------------------------------------------- | ------------------------------------------- | ------------------------------------------- | ------------------------------------------- | ------------------------------------------- |
|                                             | Coureur                                     | Pays                                        | Équipe                                      | Point(s)                                    |
| 1er                                         | Robert Kišerlovski                          | Croatie                                     | Astana                                      | 10                                          |
| 2e                                          | Jean-Christophe Péraud                      | France                                      | AG2R La Mondiale                            | 8                                           |
| 3e                                          | Yaroslav Popovych                           | Ukraine                                     | Sky                                         | 6                                           |
| 4e                                          | Cyril Gautier                               | France                                      | Europcar                                    | 4                                           |
| 5e                                          | David Millar                                | Royaume-Uni                                 | Garmin-Sharp                                | 4                                           |
| 6e                                          | Kristjan Koren                              | Slovénie                                    | Liquigas-Cannondale                         | 1                                           |
| modifier                                    |                                             |                                             |                                             |                                             |

| Col du Granier (km 80,5) 1re catégorie | Col du Granier (km 80,5) 1re catégorie | Col du Granier (km 80,5) 1re catégorie | Col du Granier (km 80,5) 1re catégorie | Col du Granier (km 80,5) 1re catégorie |
| -------------------------------------- | -------------------------------------- | -------------------------------------- | -------------------------------------- | -------------------------------------- |
|                                        | Coureur                                | Pays                                   | Équipe                                 | Point(s)                               |
| 1er                                    | Robert Kišerlovski                     | Croatie                                | Astana                                 | 10                                     |
| 2e                                     | Jean-Christophe Péraud                 | France                                 | Europcar                               | 8                                      |
| 3e                                     | Egoi Martínez                          | Espagne                                | Euskaltel-Euskadi                      | 6                                      |
| 4e                                     | David Millar                           | Royaume-Uni                            | Garmin-Sharp                           | 4                                      |
| 5e                                     | Cyril Gautier                          | France                                 | Europcar                               | 2                                      |
| 6e                                     | Yaroslav Popovych                      | Ukraine                                | RadioShack-Nissan                      | 1                                      |
| modifier                               |                                        |                                        |                                        |                                        |

| \| Côte d'Ardoix (km 207,5) 3e catégorie \| Côte d'Ardoix (km 207,5) 3e catégorie \| Côte d'Ardoix (km 207,5) 3e catégorie \| Côte d'Ardoix (km 207,5) 3e catégorie \| Côte d'Ardoix (km 207,5) 3e catégorie \| \| ------------------------------------- \| ------------------------------------- \| ------------------------------------- \| ------------------------------------- \| ------------------------------------- \| \| \| Coureur \| Pays \| Équipe \| Point(s) \| \| 1er \| Robert Kišerlovski \| Croatie \| Astana \| 2 \| \| 2e \| Jean-Christophe Péraud \| France \| AG2R La Mondiale \| 1 \| \| modifier \| \| \| \| \| |                        |         |                  |          |
| Côte d'Ardoix (km 207,5) 3e catégorie |                        |         |                  |          |
| | Coureur                | Pays    | Équipe           | Point(s) |
| 1er | Robert Kišerlovski     | Croatie | Astana           | 2        |
| 2e | Jean-Christophe Péraud | France  | AG2R La Mondiale | 1        |
| modifier |                        |         |                  |          |

## Classements à l'issue de l'étape

### Classement général
| Classement général | Classement général    | Classement général | Classement général  | Classement général  |
|                    | Coureur               | Pays               | Équipe              | Temps               |
| ------------------ | --------------------- | ------------------ | ------------------- | ------------------- |
| 1er                | Bradley Wiggins       | Royaume-Uni        | Sky                 | en 54 h 34 min 33 s |
| 2e                 | Christopher Froome    | Royaume-Uni        | Sky                 | + 2 min             |
| 3e                 | Vincenzo Nibali       | Italie             | Liquigas-Cannondale | + 2 min 23 s        |
| 4e                 | Cadel Evans           | Australie          | BMC Racing          | + 3 min 19 s        |
| 5e                 | Jurgen Van den Broeck | Belgique           | Lotto-Belisol       | + 4 min 48 s        |
| 6e                 | Haimar Zubeldia       | Espagne            | RadioShack-Nissan   | + 6 min 15 s        |
| 7e                 | Tejay van Garderen    | États-Unis         | BMC Racing          | + 6 min 57 s        |
| 8e                 | Janez Brajkovič       | Slovénie           | Astana              | + 7 min 30 s        |
| 9e                 | Pierre Rolland        | France             | Europcar            | + 8 min 31 s        |
| 10e                | Thibaut Pinot         | France             | FDJ-BigMat          | + 8 min 51 s        |
| modifier           |                       |                    |                     |                     |

### Classement par points
| Classement par points | Classement par points | Classement par points | Classement par points | Classement par points |
| --------------------- | --------------------- | --------------------- | --------------------- | --------------------- |
|                       | Coureur               | Pays                  | Équipe                | Point(s)              |
| 1er                   | Peter Sagan           | Slovaquie             | Liquigas-Cannondale   | 254 points            |
| 2e                    | Matthew Goss          | Australie             | Orica-GreenEDGE       | 198 pts               |
| 3e                    | André Greipel         | Allemagne             | Lotto-Belisol         | 181 pts               |
| modifier              |                       |                       |                       |                       |

### Classement du meilleur grimpeur
| Classement du meilleur grimpeur | Classement du meilleur grimpeur | Classement du meilleur grimpeur | Classement du meilleur grimpeur | Classement du meilleur grimpeur |
| ------------------------------- | ------------------------------- | ------------------------------- | ------------------------------- | ------------------------------- |
|                                 | Coureur                         | Pays                            | Équipe                          | Point(s)                        |
| 1er                             | Fredrik Kessiakoff              | Suède                           | Astana                          | 66 points                       |
| 2e                              | Pierre Rolland                  | France                          | Europcar                        | 55 pts                          |
| 3e                              | Chris Anker Sørensen            | Danemark                        | Saxo Bank-Tinkoff Bank          | 39 pts                          |
| modifier                        |                                 |                                 |                                 |                                 |

### Classement du meilleur jeune
| Classement général du meilleur jeune | Classement général du meilleur jeune | Classement général du meilleur jeune | Classement général du meilleur jeune | Classement général du meilleur jeune |
|                                      | Coureur                              | Pays                                 | Équipe                               | Temps                                |
| ------------------------------------ | ------------------------------------ | ------------------------------------ | ------------------------------------ | ------------------------------------ |
| 1er                                  | Tejay van Garderen                   | États-Unis                           | BMC Racing                           | en 54 h 41 min 30 s                  |
| 2e                                   | Thibaut Pinot                        | France                               | FDJ-BigMat                           | + 1 min 54 s                         |
| 3e                                   | Rein Taaramäe                        | Estonie                              | Cofidis                              | + 27 min 55 s                        |
| modifier                             |                                      |                                      |                                      |                                      |

### Classement par équipes
| Classement par équipes | Classement par équipes | Classement par équipes | Classement par équipes |
|                        | Équipe                 | Pays                   | Temps                  |
| ---------------------- | ---------------------- | ---------------------- | ---------------------- |
| 1re                    | RadioShack-Nissan      | Luxembourg             | en 163 h 56 min 13 s   |
| 2e                     | Sky                    | Royaume-Uni            | + 12 min 38 s          |
| 3e                     | Astana                 | Kazakhstan             | + 24 min 33 s          |
| modifier               |                        |                        |                        |

## Abandons
- Robert Gesink (Rabobank) : non-partant
- David Moncoutié (Cofidis) : abandon
- Tom Veelers (Argos-Shimano) : abandon